# Kofs
Kofs，本名Foued Nabba，1990年1月1日出生于马赛，是法国的一名男歌手。

## 生平
Kofs成长于马赛郊区，其父母均来自阿尔及利亚。Kofs在青少年时期开始对音乐感兴趣，十六岁时遇见了一位名叫莫里斯（Maurice）的音乐人，后者发现了他的音乐天赋并开始合作。Kofs的主要作品以地下的形式发布，此外他还多次参与其他音乐人的项目。2020年，Kofs在马赛饶舌全明星单曲《Bande organisée》中出现。

## 专辑
- V（2018年）
- Santé & Bonheur（法语：Santé & Bonheur (album)）（2020年）
- Matrixé（法语：Matrixé (album)）（2023年，混音带）
- Après minuit（2024年）

## 争议
2013年，Kofs因在拍摄MV时闯入铁路线并拦停了一列高速列车而遭到逮捕。此外根据Kofs在单曲《Déçu》中的描述，他在13岁时就曾经历过拘留。